# Ron Greschner
Ronald John „Ron“ Greschner (* 22. Dezember 1954 in Goodsoil, Saskatchewan) ist ein ehemaliger kanadischer Eishockeyspieler, der im Verlauf seiner aktiven Karriere zwischen 1971 und 1990 unter anderem 1065 Spiele für die New York Rangers in der National Hockey League auf der Position des Verteidigers bestritten hat. Greschner war zwischen 1986 und 1987 der 20. Mannschaftskapitän in der Franchise-Geschichte der New York Rangers.  

## Karriere
Ron Greschner begann seine Karriere als Eishockeyspieler in der kanadischen Juniorenliga British Columbia Hockey League, in der er bis 1971 für die Chilliwack Chiefs aktiv war. Anschließend ging er drei Jahre für die New Westminster Bruins in der Western Hockey League aufs Eis und übertraf in der Saison 1973/74 die 100 Punkte-Marke. Der Defensivakteur wurde beim NHL Amateur Draft 1974 in der zweiten Runde als insgesamt 32. Spieler von den New York Rangers ausgewählt und schaffte sogleich den Sprung in den NHL-Kader der Rangers, absolvierte in derselben Saison jedoch auch sieben Partien für die Providence Reds in der American Hockey League. In der Saison 1978/79 qualifizierte er sich mit den Rangers nach Siegen gegen die Los Angeles Kings, Philadelphia Flyers und New York Islanders für die Finalspiele um den Stanley Cup. Die Mannschaft verlor die Serie jedoch in fünf Partien gegen die Canadiens de Montréal.
1979 war der Kanadier Mitglied der NHL All-Star-Auswahl, die am Challenge Cup teilnahm und drei Partien gegen die Nationalmannschaft der Sowjetunion absolvierte. Greschner selbst blieb jedoch ohne Einsatz. Aufgrund seiner konstanten Leistungen erhielt Greschner 1980 eine Einladung zum NHL All-Star Game und vertrat dort die Mannschaft der Campbell Conference. Für die beiden Spielzeiten 1981/82 und Saison 1982/83 fiel er aufgrund mehrerer Verletzungen beinahe komplett vom Spielbetrieb aus und absolvierte lediglich 39 Partien in der Regular Season.
Der Kanadier stand bis zu seinem Karriereende 1990 ununterbrochen für die New York Rangers im Einsatz, konnte jedoch nie den Stanley Cup gewinnen.

## Erfolge und Auszeichnungen
- 1974 WCJHL First All-Star Team
- 1979 Teilnahme am Challenge Cup
- 1980 Teilnahme am NHL All-Star Game

## Karrierestatistik

### International
Vertrat die National Hockey League bei:
- Challenge Cup 1979

(Legende zur Spielerstatistik: Sp oder GP = absolvierte Spiele; T oder G = erzielte Tore; V oder A = erzielte Assists; Pkt oder Pts = erzielte Scorerpunkte; SM oder PIM = erhaltene Strafminuten; +/− = Plus/Minus-Bilanz; PP = erzielte Überzahltore; SH = erzielte Unterzahltore; GW = erzielte Siegtore; 1 Play-downs/Relegation; Kursiv: Statistik nicht vollständig)